# نقطة مقابلة جغرافيا

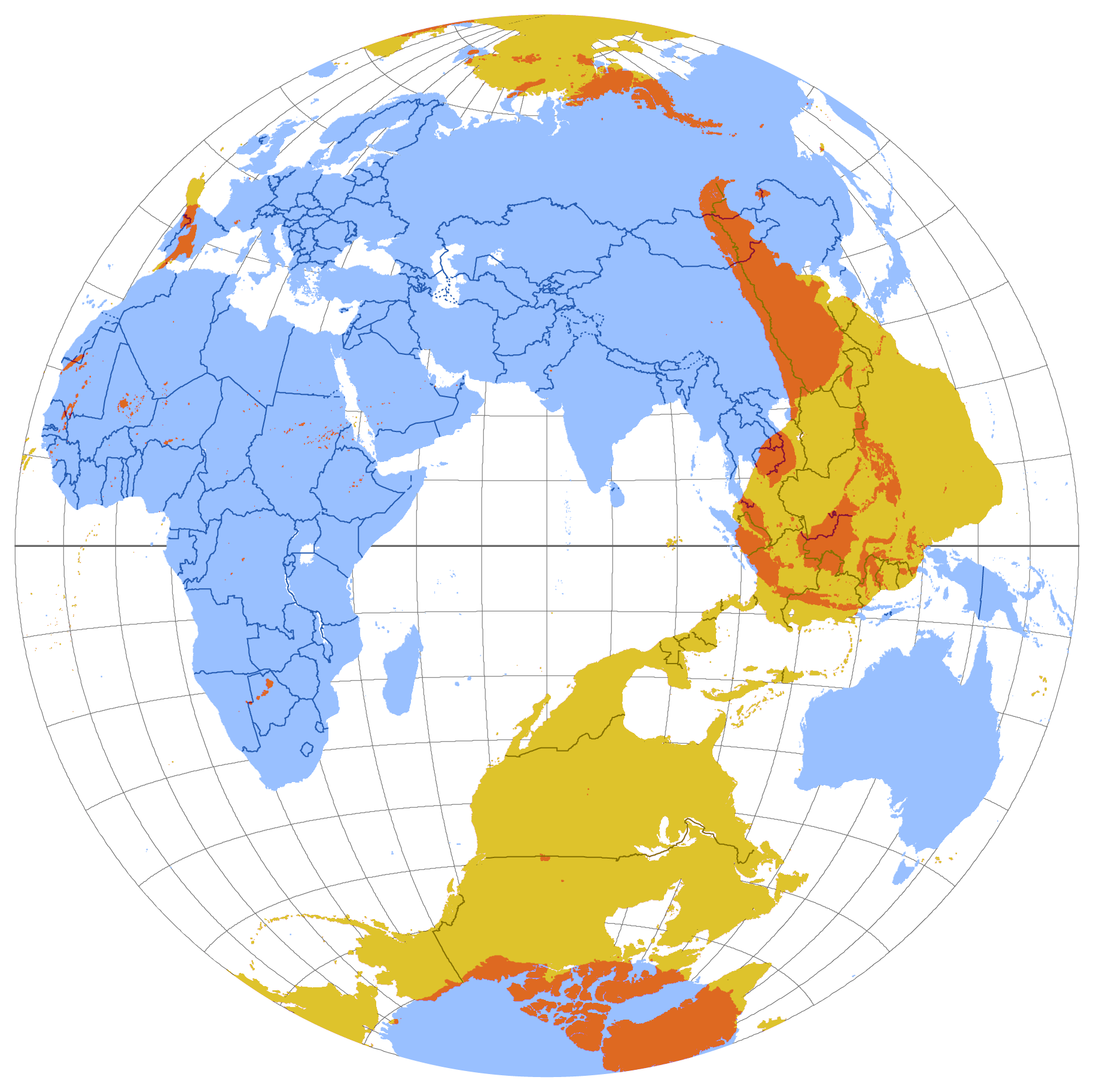
تمثيل للجهات المتقابلة على الكرة الأرضية

المُتَقَابِل أَوْ المُتَنَاظِر جُغْرَافِيًّا
 
هي الأجزاء الواقعة على الجهة المقابلة من الكرة الأرضية أي المتناظرة قطريا، التي توجد «أسفل» أو «تحت» بعضها مباشرة. معظم الأماكن المأهولة على الأرض، لديها نقاط عكسية في مكان ما بالمحيط.

## راجع أيضا
- شعوب حدود الكرة الأرضية
- الجزر المقابلة جغرافيا